# Yannick Haenel
Yannick Haenel (Rennes, 23 settembre 1967) è uno scrittore francese.

## Biografia
Nato a Rennes nel 1967, vive e lavora a Parigi.
Ha trascorso l'infanzia in Africa e ha studiato prima alla scuola Prytanée national militaire di La Flèche ed in seguito Lettere ottenendo l'abilitazione all'insegnamento, professione che ha svolto per una quindicina d'anni.
Cofondatore della rivista letteraria Ligne de risque, ha esordito nella narrativa nel 1996 e da allora ha pubblicato 3 raccolte di racconti, un saggio e 7 romanzi tra i quali si ricorda Il testimone inascoltato sulla figura del militare polacco Jan Karski.
Nel corso della sua carriera ha ricevuto numerosi riconoscimenti: l'ultimo, in ordine di tempo è stato il Prix Médicis nel 2017 con il romanzo Tiens ferme ta couronne .

## Opere principali

### Romanzi
- Les Petits Soldats (Paris: La table ronde, 1996)
- Introduction à la mort française (Paris: Gallimard, 2001)
- Évoluer parmi les avalanches (Paris: Gallimard, 2003)
- Cercle (Paris: Gallimard, 2007)
- Il testimone inascoltato (Jan Karski, 2009), trad. di Francesco Bruno, Parma: Guanda, 2010 ISBN 978-88-6088-321-6
- Le volpi pallide (Les Renards pâles, 2013), trad. di Barbara Puggelli, Firenze: Clichy, 2015 ISBN 978-88-6799-141-9
- Tieni ferma la tua corona (Tiens ferme ta couronne, 2017), trad. di Giovanni Bogliolo, Vicenza: Neri Pozza, 2018 ISBN 978-88-545-1683-0

### Racconti
- À mon seul désir (Paris: Réunion des musées nationaux, 2005)
- Le Sens du calme (Paris: Mercure de France, 2011)
- Cerco l'Italia (Je cherche l’Italie, 2015), trad. di Barbara Puggelli, Firenze: Clichy, 2016 ISBN 978-88-6799-301-7.

### Saggi
- Ligne de risque 1997-2005, a cura di Yannick Haenel e François Meyronnis (Paris: Gallimard, 2005)
- Prélude à la délivrance con François Meyronnis (Paris: Gallimard, 2009)
- Solitudine Caravaggio (Solitude Caravage, 2019), Neri Pozza, 2021.

## Riconoscimenti
- Prix Décembre: 2007 per Cercle
- Prix Roger-Nimier: 2008 per Cercle
- Prix du roman Fnac: 2009 per Il testimone inascoltato
- Prix Interallié:  2009 per Il testimone inascoltato
- Prix Médicis: 2017 per Tiens ferme ta couronne

## Decorazioni
- Ordre des arts et des lettres: nominato Cavaliere nel 2010
- Ordine al merito della Repubblica di Polonia: nominato Cavaliere nel 2012